# Delia pruinosa
Delia pruinosa este o specie de muște din genul Delia, familia Anthomyiidae. A fost descrisă pentru prima dată de Zetterstedt în anul 1845. Conform Catalogue of Life specia Delia pruinosa nu are subspecii cunoscute.